# Gangara (Níger)
Gangara es una comuna rural del departamento de Tanout de la región de Zinder, en Níger. En diciembre de 2012 presentaba una población censada de 112 967 habitantes, de los cuales 56 226 eran hombres y 56 741 eran mujeres.
En 1899, la misión Foureau-Lamy pasó por Gangara. De 1907 a 1912, un comando militar francés se asentó en la localidad. Inicialmente pertenecía al cantón de Tanout, pero en 1915 los franceses entregaron la administración de Gangara a un grupo de tuaregs asentados. La economía local se basa en la agricultura, ganadería y comercio. Los habitantes de la localidad son principalmente tuaregs, hausas y fulanis.
Se encuentra situada en el centro-sureste del país, unos 70 km al noroeste de Zinder sobre la carretera que lleva a Tahoua. También pasa por aquí la carretera que une Tanout con Tessaoua.